# 인도차이나짧은꼬리땃쥐
인도차이나짧은꼬리땃쥐 (Blarinella griselda)는 땃쥐과에 속하는 포유류의 일종이다. 중국과 베트남에서 발견된다.